# Mountrath
Mountrath (Irlandais: Maighean Rátha) est une petite ville du comté de Laois, en Irlande.
Elle comptait 1 437 habitants en 2006. Une distillerie de whiskey était autrefois présente au centre-ville, alimentée par les eaux de la rivière Whitehorse[réf. nécessaire].
La ville est jumelée à la ville française de Plouhinec, en Bretagne.